# Cosmarium logoense
Cosmarium logoense là một loài Song tinh tảo trong họ Desmidiaceae, thuộc chi Cosmarium.